# 4-Stunden-Rennen von Abu Dhabi 2023, 1. Rennen

Streckenlayout des Yas Marina Circuit

Das erste 4-Stunden-Rennen von Abu Dhabi 2023, auch Asian Le Mans Series, 4 hours of Abu Dhabi, fand am 18. Februar auf dem Yas Marina Circuit statt und war der dritte Wertungslauf der Asian Le Mans Series dieses Jahres.

## Das Rennen
Die Asian Le Mans Series 2023 umfasste vier Wertungsläufe, die an zwei Rennwochenenden ausgefahren wurden. Am 11. und 12. Februar fanden auf dem Dubai Autodrome zwei 4-Stunden-Rennen statt. Bereits eine Woche später endete die Meisterschaft mit zwei Rennen auf dem Yas Marina Circuit von Abu Dhabi. Von den ursprünglichen 46 Fahrzeugen blieb eines dem Rennen fern. Viper Niza Racing verzichtete auf die Rennteilnahme, weil der Aston Martin mit der Startnummer 65 nach einem Unfall nicht einsatzbereit war.
Das Rennen gewannen Alexandre Coigny und Malthe Jakobsen, deren Teamkollege Nicolas Lapierre nicht am Start war, im Oreca 07 mit 30 Sekunden Vorsprung auf die ebenfalls einen Oreca 07 fahrenden Oliver Jarvis, Garnet Patterson und Yasser Shahin.

## Ergebnisse

### Schlussklassement
| 1               | LMP2 | 37 | Cool Racing                  | Alexandre Coigny Malthe Jakobsen                         | Oreca 07                     | 100 |
| 2               | LMP2 | 23 | United Autosports            | Oliver Jarvis Garnet Patterson Yasser Shahin             | Oreca 07                     | 100 |
| 3               | LMP2 | 3  | DKR Engineering              | Charlie Eastwood Ayhancan Güven Salih Yoluç              | Oreca 07                     | 100 |
| 4               | LMP2 | 43 | Inter Europol Competition    | Nolan Siegel Christian Bogle Charles Crews               | Oreca 07                     | 100 |
| 5               | LMP2 | 22 | United Autosports            | Paul di Resta Philip Hanson James McGuire                | Oreca 07                     | 100 |
| 6               | LMP2 | 24 | Nielsen Racing               | Mathias Beche Ben Hanley Rodrigo Sales                   | Oreca 07                     | 100 |
| 7               | LMP2 | 98 | 99 Racing                    | Ahmad Al Harthy Neel Jani ---- Nikita Masepin            | Oreca 07                     | 100 |
| 8               | LMP2 | 44 | Autoracing Club Bratislava   | Miroslav Konôpka Nico Pino László Tóth                   | Oreca 07                     | 98  |
| 9               | LMP3 | 4  | Nielsen Racing               | Anthony Wells Matthew Bell                               | Ligier JS P320               | 97  |
| 10              | LMP2 | 25 | Algarve Pro Racing           | James Allen John Falb Kyffin Simpson                     | Oreca 07                     | 97  |
| 11              | LMP3 | 29 | MV2S Racing                  | Jérôme de Sadeleer ---- Viacheslav Gutak Fabien Lavergne | Ligier JS P320               | 97  |
| 12              | LMP3 | 11 | WTM by Rinaldi Racing        | Torsten Kratz Leonard Weiss Nicolás Varrone              | Duqueine M30 - D08           | 97  |
| 13              | LMP3 | 8  | Graff Racing                 | Fabrice Rossello Xavier Lloveras François Hériau         | Ligier JS P320               | 96  |
| 14              | LMP3 | 5  | DKR Engineering              | Tom Van Rompuy Valentino Catalano                        | Duqueine M30 - D08           | 96  |
| 15              | LMP3 | 17 | Cool Racing                  | Cedric Oltramare Adrien Chila Marcos Siebert             | Ligier JS P320               | 96  |
| 16              | LMP3 | 9  | Graff Racing                 | Éric Trouillet Sébastien Page Belén García               | Ligier JS P320               | 96  |
| 18              | LMP3 | 1  | CD Sport                     | Michael Jensen Nick Adcock Valdemar Eriksen              | Ligier JS P320               | 96  |
| 19              | LMP3 | 73 | Inter Europol Competition    | John Corbett Alexander Bukhantsov James Winslow          | Ligier JS P320               | 94  |
| 20              | GT   | 7  | Haupt Racing Team            | Al Faisal Al Zubair Luca Stolz Martin Konrad             | Mercedes-AMG GT3 Evo         | 94  |
| 21              | LMP3 | 15 | RLR MSport                   | Amir Feyzulin Bijoy Garg Andres Latorre Canon            | Ligier JS P320               | 94  |
| 22              | GT   | 91 | Herberth Motorsport          | Alex Malykhin Joel Sturm Harry King                      | Porsche 911 GT3 R            | 94  |
| 23              | GT   | 19 | Leipert Motorsport           | Gabriel Rindone Brendon Leitch Marco Mapelli             | Lamborghini Huracán GT3 Evo  | 94  |
| 24              | LMP3 | 63 | Inter Europol Competition    | Adam Ali John Schauerman James Dayson                    | Ligier JS P320               | 93  |
| 25              | GT   | 34 | Walkenhorst Motorsport       | Chandler Hull Nicky Catsburg Thomas Merrill              | BMW M4 GT3                   | 93  |
| 26              | GT   | 95 | TF Sport                     | John Hartshorne Henrique Chaves Jonny Adam               | Aston Martin Vantage AMR GT3 | 93  |
| 27              | GT   | 77 | D'Station Racing             | Satoshi Hoshino Tomonobu Fujii Charlie Fagg              | Aston Martin Vantage AMR GT3 | 92  |
| 28              | GT   | 10 | GetSpeed                     | Raffaele Marciello Fabian Schiller Florian Scholze       | Mercedes-AMG GT3 Evo         | 92  |
| 29              | GT   | 33 | Herberth Motorsport          | Antares Au Alfred Renauer Klaus Bachler                  | Porsche 911 GT3 R            | 92  |
| 30              | GT   | 20 | Herberth Motorsport          | Nicolas Leutwiler Mikkel Pedersen Matteo Cairoli         | Porsche 911 GT3 R            | 92  |
| 31              | GT   | 57 | CarGuy                       | Takeshi Kimura Frederik Schandorff Mikkel Jensen         | Ferrari 488 GT3 Evo 2020     | 92  |
| 32              | GT   | 59 | Garage 59                    | Nick Halstead Louis Prette Rob Bell                      | McLaren 720S GT3             | 92  |
| 33              | GT   | 16 | GetSpeed                     | Bihuang Zhou Zhongwei Wang Alexandre Imperatori          | Mercedes-AMG GT3 Evo         | 91  |
| 34              | GT   | 6  | Haupt Racing Team            | Arjun Maini Frank Bird Michael Blanchemain               | Mercedes-AMG GT3 Evo         | 88  |
| 35              | GT   | 72 | HubAuto Racing               | Liam Talbot Jules Gounon Ollie Millroy                   | Mercedes-AMG GT3 Evo         | 94  |
| Ausgefallen     |      |    |                              |                                                          |                              |     |
| 36              | LMP3 | 2  | CD Sport                     | ---- Vladislav Lomko James Sweetnam Jacques Wolff        | Ligier JS P320               | 65  |
| 37              | GT   | 99 | Herberth Motorsport          | Ralf Bohn Axcil Jefferies Robert Renauer                 | Porsche 911 GT3 R            | 44  |
| 38              | LMP3 | 55 | Rinaldi Racing               | Lorcan Hanafin Matthias Lüthen Jonas Ried                | Duqueine M30 - D08           | 37  |
| 39              | LMP3 | 18 | 360 Racing                   | Frédéric Jousset Sebastián Álvarez Ross Kaiser           | Ligier JS P320               | 35  |
| 40              | GT   | 88 | Garage 59                    | Alexander West Benjamin Goethe Marvin Kirchhöfer         | McLaren 720S GT3             | 14  |
| 41              | GT   | 60 | Formula Racing               | Johnny Laursen Conrad Laursen Nicklas Nielsen            | Ferrari 488 GT3 Evo 2020     | 12  |
| 42              | GT   | 66 | Bullitt Racing               | Valentin Hasse-Clot Jacob Riegel Martin Berry            | Aston Martin Vantage AMR GT3 | 1   |
| 43              | GT   | 21 | AF Corse                     | Stefano Costantini Simon Mann Miguel Molina              | Ferrari 488 GT3 Evo 2020     | 1   |
| Nicht gestartet |      |    |                              |                                                          |                              |     |
| 44              | GT   | 74 | Kessel Racing                | Michael Broniszewski David Fumanelli Ben Barker          | Ferrari 488 GT3 Evo 2020     | 1   |
| 45              | GT   | 67 | Orange Racing Powered by JMH | Simon Orange Michael O’Brien Marcus Clutton              | McLaren 720S GT3             | 2   |

1 nicht gestartet
2 Bremsdefekt im Training

### Nur in der Meldeliste
Hier finden sich Teams, Fahrer und Fahrzeuge, die ursprünglich für das Rennen gemeldet waren, aber aus den unterschiedlichsten Gründen daran nicht teilnahmen.
| Pos. | Klasse | Nr. | Team              | Fahrer                   | Chassis                      |
| ---- | ------ | --- | ----------------- | ------------------------ | ---------------------------- |
| 46   | GT     | 65  | Viper Niza Racing | Douglas Khoo Dominic Ang | Aston Martin Vantage AMR GT3 |

### Klassensieger
| Klasse | Fahrer              | Fahrer          | Fahrer        | Fahrzeug             | Platzierung im Gesamtklassement |
| ------ | ------------------- | --------------- | ------------- | -------------------- | ------------------------------- |
| LMP2   | Alexandre Coigny    | Malthe Jakobsen |               | Oreca 07             | Gesamtsieg                      |
| LMP3   | Anthony Wells       | Matt Bell       |               | Ligier JS P320       | Rang 9                          |
| GT     | Al Faisal Al Zubair | Luca Stolz      | Martin Konrad | Mercedes-AMG GT3 Evo | Rang 20                         |

### Renndaten
- Gemeldet: 46
- Gestartet: 43
- Gewertet: 35
- Rennklassen: 3
- Zuschauer: unbekannt
- Wetter am Renntag: warm und trocken
- Streckenlänge: 5,281 km
- Fahrzeit des Siegerteams: 4:03:13,317 Stunden
- Gesamtrunden des Siegerteams: 100
- Gesamtdistanz des Siegerteams: 528,100 km
- Siegerschnitt: unbekannt
- Pole Position: Ahmad Al Harthy – Oreca 07 (#98) – 1:42,644
- Schnellste Rennrunde: Malthe Jakobsen – Oreca 07 (#37) – 1:42,085
- Rennserie: 3. Lauf zur Asian Le Mans Series 2023